# Kunti Kamara
Kunti Kamara, também conhecido como Kunti Kumara, Kunti K., Colonel Kamara, CO Kamara ("Commanding Officer Kamara") ou Co Kamara, cujo nome real pode ser Awaliho Soumaworo, é um ex-comandante miliciano rebelde liberiano que participou da Primeira Guerra Civil da Libéria como líder do Movimento Unido de Libertação da Libéria para a Democracia (ULIMO).
Em 2018, foi preso na França – ao abrigo da doutrina da jurisdição universal para crimes contra a humanidade – e acusado num tribunal francês por atos de barbárie, incluindo tortura, canibalismo, trabalho forçado e cumplicidade em crimes contra a humanidade durante a guerra na Libéria, e levado a julgamento a partir de 10 de outubro de 2022, em um tribunal de Paris. O julgamento foi o primeiro deste tipo na França contra um alegado criminoso de guerra liberiano.
Em novembro de 2022, Kunti Kamara foi considerado culpado de cumplicidade em crimes contra a humanidade e atos de barbárie, durante 1993 e 1994, e condenado à prisão perpétua pelo tribunal de Paris.